# Cala Varques

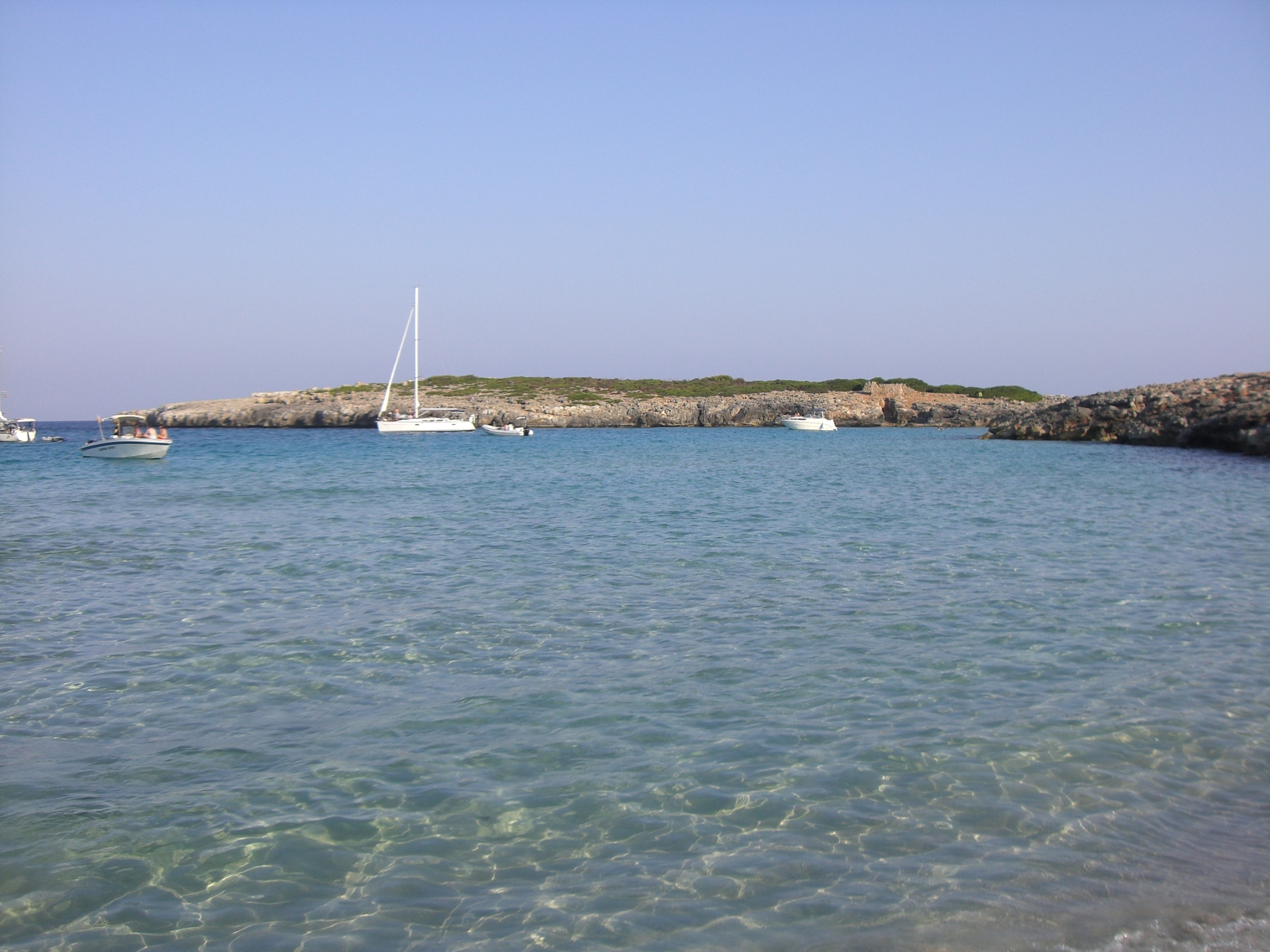
Vista de Cala Varques.

Cala Varques es una cala virgen del término de Manacor, en Mallorca, España. Se accede desde la carretera que va de Porto Cristo a Porto Colom.
Cala Varques es una de las calas naturales más vírgenes de la isla, de una longitud de 70 metros y 50 de anchura. Saliendo de Manacor, se sigue en dirección a la carretera de Calas de Mallorca hasta llegar al cruce con la carretera de Porto Cristo, se gira a la izquierda y a unos 150 metros, a pesar de la escasa señalización, se llega a una reja donde hay que dejar el vehículo, y continuar a pie, durante unos 20 minutos, por un camino que cruza el pinar y arriba a la cala.

## Características
Es una playa de aguas cristalinas, que se compone de arena blanca y está rodeada por un pinar, donde hay diversas cuevas y galerías subacuáticas muy apreciadas por los espeleólogos, de un total de más de 500 metros de recorrido, donde se pueden practicar diversas actividades de ocio, como por ejemplo buceo, psicobloc, etc. También se puede practicar nudismo. En las cuevas, como pueden ser la Cueva del Pont, la Cueva del Xot y la Cueva del Pirata, se pueden encontrar caminos y escaleras, ya que aproximadamente en 1987 estaban habilitadas para la explotación turística. Dentro se pueden encontrar estalactitas y estalagmitas rotas que la gente se lleva. 
|  |
|  |

|  |
|  |

La cala también es muy conocida porque hace unos años era visitada por vacas de una granja cercana. Esto despertaba un gran interés y curiosidad por parte de los viandantes. En cambio, por parte de otros se creaban quejas y polémicas, ya que se decía que los propios vecinos eran los que soltaban las vacas, para evitar la visita masiva de los turistas.

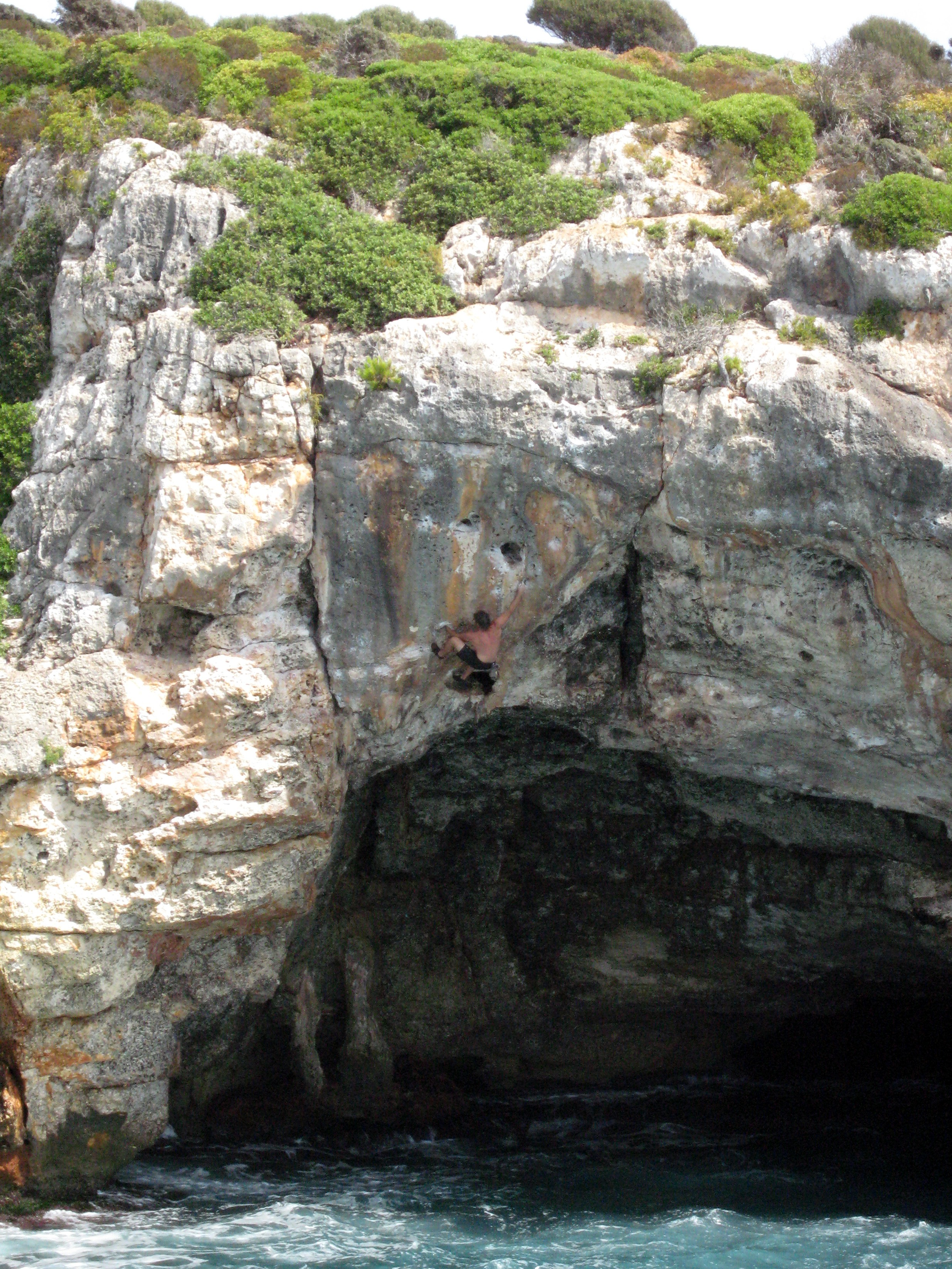

| Accesos                          | A pie, en coche o en barco |
| Longitud                         | 70 metros                  |
| Anchura                          | 50 metros                  |
| Accesos señalizados              | No                         |
| Baños, duchas...                 | No                         |
| Alquiler de sombrillas y hamacas | No                         |
| Zonas de buceo                   | Sí                         |
| Zonas de escalada o psicobloc    | Sí                         |
| Nudismo                          | Permitido                  |